# Hawridge
Hawridge är en by i civil parish Cholesbury-cum-St. Leonards, i kommunen Buckinghamshire, i England. Byn är belägen 15 km från Aylesbury. Hawridge var en civil parish fram till 1934 när blev den en del av Cholesbury cum St Leonards. Civil parish hade 222 invånare år 1931.